# Kanato kazajo
El Kanato kazajo (en kazajo: Қазақ Хандығы, Qazaq Handyǵy, قازاق حاندىعى) fue un estado sucesor de la Horda de Oro existente entre los siglos XV y XIX, ubicado aproximadamente en el territorio de la actual República de Kazajistán. En su apogeo, el kanato gobernó desde el este de Cumania (hoy en día el oeste de Kazajistán) hasta la mayor parte de Uzbekistán, Karakalpakistán y el río Sir Daria con confrontación militar hasta Astracán y la provincia de Jorasán, que ahora están en Rusia e Irán, respectivamente. El Kanato también participó en la esclavitud y las incursiones en sus países vecinos de Rusia y Asia Central, y más tarde fue debilitado por una serie de invasiones de oirates y zúngaros. Esto resultó en una disminución y una mayor desintegración en tres Jüzes, que gradualmente perdieron su soberanía y se incorporaron al expansionista Imperio ruso (véase Historia territorial de Rusia). Su establecimiento marcó el comienzo de la condición de Estado kazajo cuyo 550 aniversario se celebró en 2015.

## Historia
En 1227, se formó un proto-estado kazajo dentro de la Horda de Oro en la estepa, que era la Horda Blanca. Después de su separación de la Horda de Oro en 1361, la Horda Blanca se convirtió en un Estado independiente durante un cierto período de tiempo, a veces uniéndose con la Horda Azul para restablecer la Horda de Oro. Sin embargo, después de la muerte del Kan de la Horda de Oro, Barak Kan, en 1428 la Horda de Oro se fragmentó, y la Horda Blanca se dividió en el Kanato uzbeko y la Horda Nogái mientras que el resto la tierra estaba dividida entre Mustafá Kan en el sur y Mohammed Kan (futuro primer kan de Kazán) en el norte. El Kanato uzbeko, que dominaba la mayor parte de la actual Kazajistán, fue gobernado por Abu'l-Jayr Kan, que conspiró para matar a Barak Kan. Bajo el liderazgo de Abu'l-Jayr Kan, el Kanato uzbeko se convirtió en un estado corrupto, inestable y débil que a menudo se ocupaba de problemas internos. Para empeorar las cosas, el Kanato fue allanado por oirates que saquearon asentamientos nómadas y las principales ciudades donde fueron saqueados, heridos, e incluso asesinados, muchos civiles. La paz se hizo en 1457 entre los uzbekos y los oirates, donde Abu'l-Jayr Kan sufrió una severa derrota que lo hizo perder la reputación entre los uzbekos.

### Formación

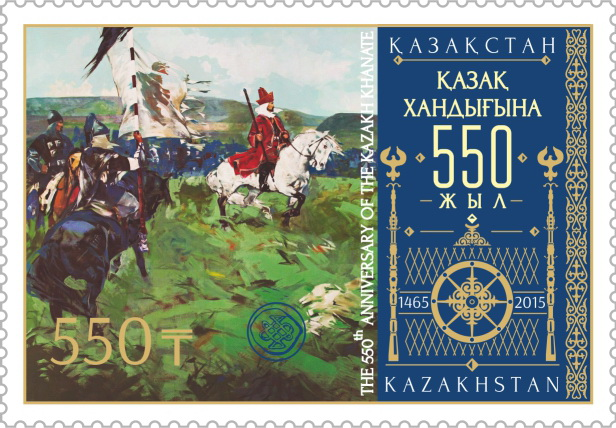
Estampilla de Kazajistán de 2015 conmemorativa del 550 aniversario de la creación del Kanato kazajo.

La formación del Kanato kazajo comenzó en 1459, cuando varias tribus uzbekas insatisfechas con el gobierno de Abu’l-Jayr, lideradas por dos hijos de Barak Kan, Janibek y Kerei, huyeron del Kanato uzbeko en un evento conocido como la Gran Migración. Los dos hermanos llevaron a los nómadas hacia Mogolistán, finalmente se asentaron allí y establecieron un Estado independiente. El nuevo kanato pronto se convirtió en un estado intermedio entre el Mogolistán y el Kanato uzbeko. Aunque tanto Janibek Kan como Kerei Kan fueron considerados los gobernantes fundadores del Kanato kazajo, fue Janibek Kan quien inicialmente ejerció la mayor parte del poder. Ansioso por liberar su tierra de Abu’l Jayr Kan, Janibek invadió el Kanato uzbeko en 1468. Abu’l Jayr, en respuesta, lanzó una campaña contra los kazajos, pero murió camino a Zhetysu. Tras la muerte de Kerei Khan en 1473/4, Janibek Kan se convirtió en el único gobernante. Los primeros años del Kanato kazajo estuvieron marcados por las luchas por el control de la estepa contra el nieto de Abu'l-Jayr, Muhammad Shaybani. En 1470, los kazajos derrotaron a Shaybani en la ciudad de Iasy (actual Turkestán), obligando a los uzbekos a retirarse al sur a Samarcanda y Bujará.
En 1480, el hijo de Kerei Kan, Burunduk, se convirtió en kan. Durante su reinado, los kazajos pudieron reunir un ejército de 50.000 hombres y derrotar repetidamente a las fuerzas de Muhammad Shaybani a lo largo del río Sir Daria. Fue durante su reinado que los uzbekos concluyeron la paz con los kazajos en 1500, dando así todas las tierras del antiguo Kanato uzbeko en el norte del Sir Daria al Kanato kazajo.
Con respecto a estos acontecimientos, el Haidar Duglati del siglo XVI en su Tarikh-i Rashidi informa:
En aquella época, Abulkhair Khan ejercía todo el poder en Dasht-i-Kipchak. Había estado en guerra con los sultáníes de Juji; mientras que Jáni Beg Khan y Karáy Khan huyeron ante él a Mogolistán. Isán Bughá Khan los recibió con grandes honores y les entregó Kuzi Báshi, que está cerca de Chu, en el límite occidental de Mogolistán, donde vivieron en paz y contentos. A la muerte de Abulkhair Khan, los Ulús de los Uzbegs cayeron en la confusión y surgieron constantes luchas entre ellos. La mayoría de ellos se unieron al partido de Karáy Khan y Jáni Beg Khan. Contaban con unas 200.000 personas y recibieron el nombre de Uzbeg-Kazak. Los sultanes kazajos comenzaron a reinar en el año 870 [1465-1466] (pero Dios sabe mejor), y continuaron disfrutando de un poder absoluto en la mayor parte de Uzbegistán, hasta el año 940
[1533-1534 D.].

#### Expansión del Kanato kazajo

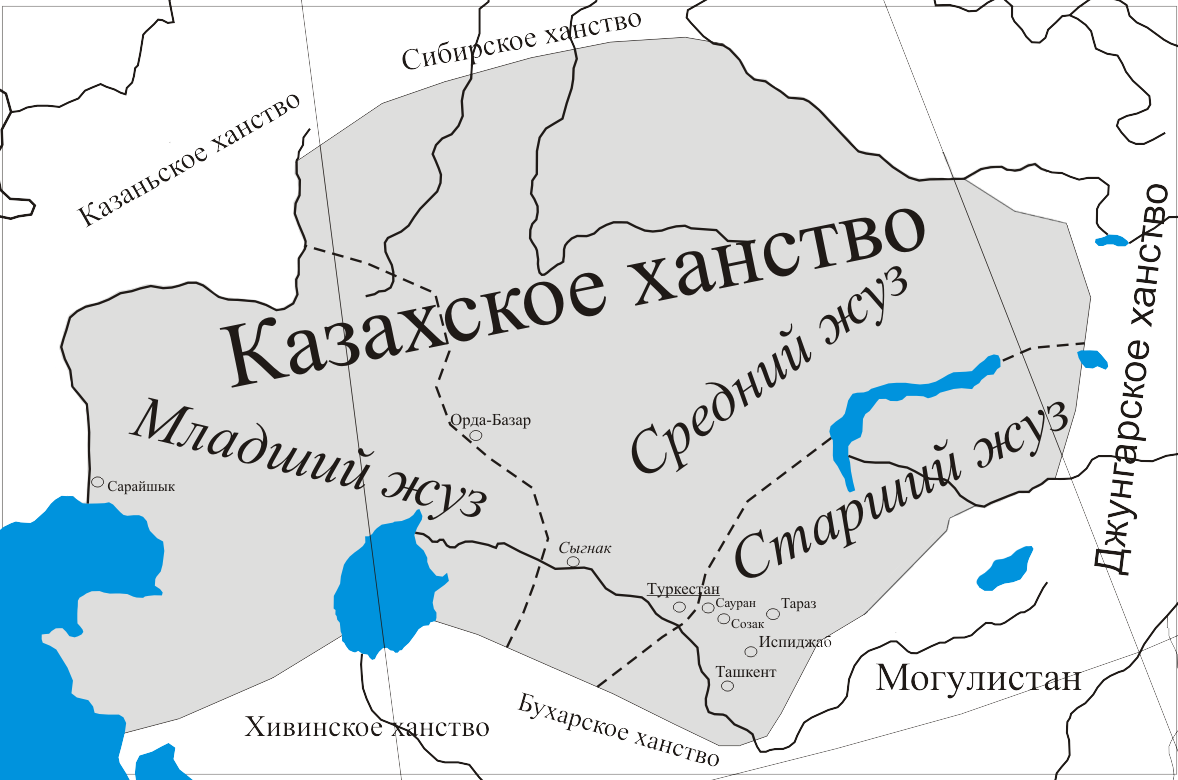
Mayor extensión del Kanato kazajo.

Kasym, hijo de Janibek, se convirtió en Khan en 1511. Bajo su mandato, el Kanato kazajo alcanzó su mayor fuerza hasta el punto de que la Horda Nogái, que ocupaba el territorio del actual Kazajistán occidental, se convirtió en su enemigo número uno. Kasym capturó con éxito la capital nogái, Saray-Juk, en 1520, empujando a la Horda Nogái hacia el Janato de Astracán. Bajo el reinado de Kasym Khan, las fronteras del Kanato kazajo se expandieron y la población alcanzó el millón de habitantes. Fue durante el reinado de Kasym Khan cuando el Kanato kazajo ganó fama y peso político en el ámbito euroasiático moderno. Kasym Khan también se convirtió en un importante mecenas de las artes, la literatura y la religión, lo que permitió que el Islam tuviera una gran importancia política y sociocultural entre la sociedad kazaja. Bajo su reinado, el Zarato moscovita también se convirtió en el primer estado importante en establecer relaciones diplomáticas con el Kanato kazajo. Al hacerlo, Kasym Khan estableció su reputación como líder de éxito, ya que su imperio se dio a conocer como una entidad política prometedora a la Europa occidental.
El manuscrito de "Tarikh-Safavi", escrito en persa por historiadores persas, escribió sobre Kasym Khan, trayendo la mayor parte de la Dasht-i-Kipchak bajo su control absoluto. El manuscrito también describe cómo un escuadrón kazajo de ocho mil soldados ayudó a Sheibani Khan de Bujará a anexionarse la ciudad iraní de Jorasán.
Kasym Khan también instituyó el primer código de leyes kazajo en 1520, llamado "Қасым ханның қасқа жолы" (transliterado, "Qasım xannıñ qasqa jolı" - "Brillante camino de Kasym Khan"). Kasym Khan también ratificó su alianza con el líder Timúrida Babur, sobre todo tras la caída de los Shaybánidas, por lo que fue elogiado por el Mogoles y la población de Samarcanda.
Mirzá Muhammad Haidar escribió en su Tarikh-i-Rashidi que:
Kásim Khán sometió a todo el Dasht-i-Kipchak. Su ejército contaba con más de un millón [un millar de miles] de hombres. Excepto Juji Khán, nunca había reinado un Khan más grande que él en ese país.

### Turbulencias y guerra civil
Tras la muerte de Kasym Khan, los Nogáis restauraron su statu quo capturando el territorio anterior al oeste del río Turgay. El propio Kanato kazajo se centró en el territorio de Zhetysu y el sur de Kazajistán, donde empezaban a producirse luchas. El territorio central de Kazajistán, Saryarka, en aquel momento formaba parte nominalmente del Kanato kazajo. El Kanato de Siberia se apoderó de las regiones septentrionales de Saryarka.
Cuando Tahir Khan subió al trono kazajo, los Oirats invadieron y capturaron partes orientales de Saryarka en la década de 1520.
A principios de la década de 1530, comenzó una guerra civil en el Kanato kazajo entre los nietos de Janibek Khan. Haqnazar Khan salió victorioso y reunificó el kanato bajo su control.

### Haqnazar Khan (1537-1580)

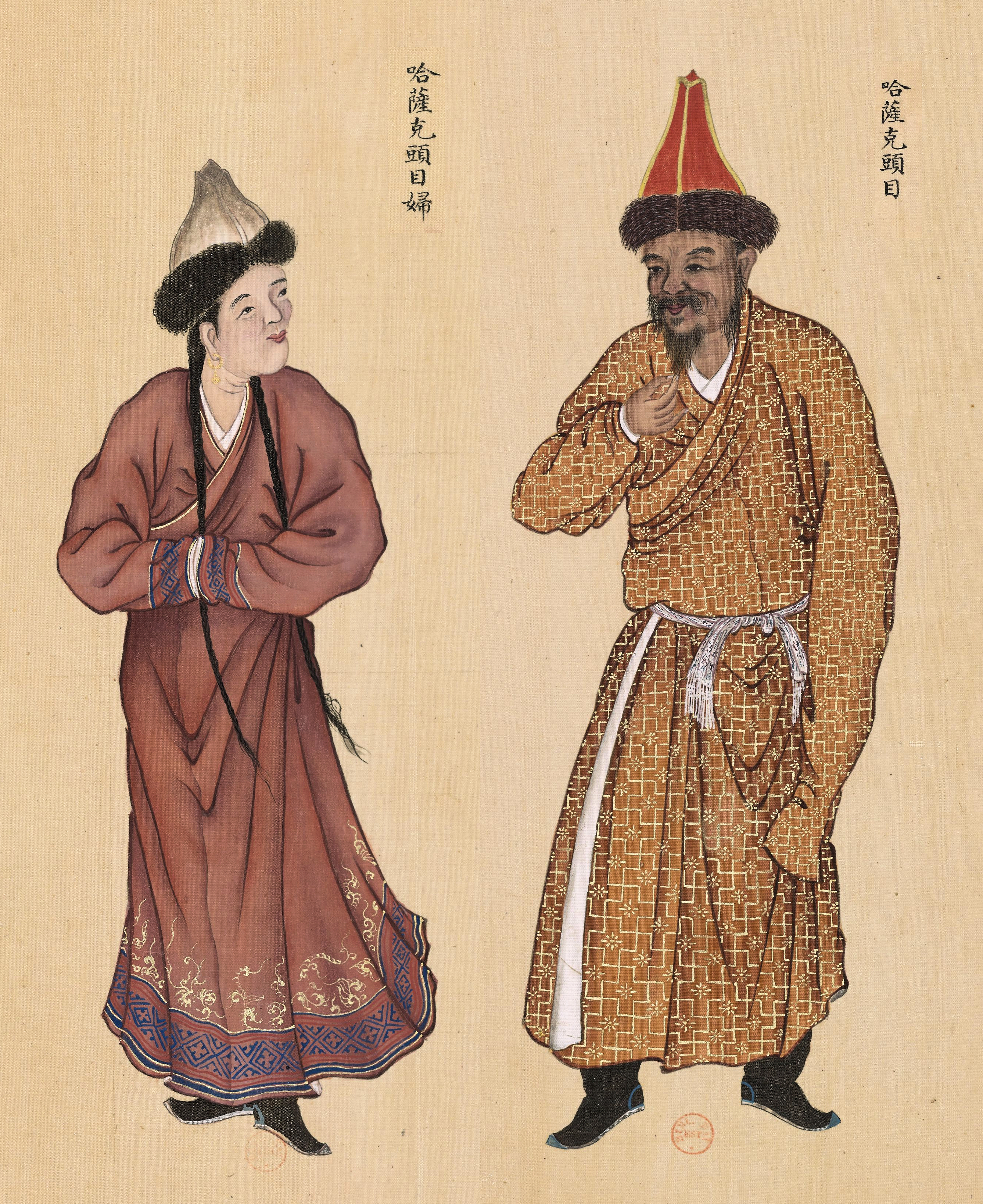
Líder kazajo y su esposa. Huang Qing Zhigong Tu, 1769.

Bajo Haqnazar Khan, también conocido como Haq-Nazar o Khaknazar Khan o Ak Nazar Khan, el kanato kazajo se enfrentaba a la competencia de varias direcciones: la Horda Nogái en el oeste, el kanato de Sibir en el norte, Mogolistán en el este y el kanato de Bujará en el sur.
Haqnazar Khan comenzó a liberar las tierras kazajas ocupadas. Devolvió las regiones septentrionales de Sary-Arka al kanato kazajo. Tras iniciar una campaña contra la Horda Nogái, Haqnazar reconquistó Saraishyk a la Horda Nogái y también los territorios kazajos circundantes. En la lucha contra los jivanos, los kazajos conquistaron la península de Mangyshlak y repelieron con éxito a los oirats. Haqnazar inició una campaña contra Mogolistán con el objetivo de incorporar finalmente Zhetysu al kanato kazajo. La campaña terminó con éxito y se saldó con la derrota de Mogolistán. Sin embargo, en el norte, existía la amenaza del kanato de Sibir, dirigido por el kan Kuchum.
En 1568, los kazajos derrotaron con éxito a la Horda Nogái en el río Emba y llegaron a Astracán, pero fueron repelidos por las fuerzas del Zarato moscovita.

### Khan Shigai (1580-1582)
El noveno kan del kanato kazajo gobernó entre 1580 y 1582.
Tras la muerte de Haqnazar khan, Shygai, nieto de Zhanibek khan, hijo del sultán Zhadik, se convirtió en khan en 1580-1582. Aunque entonces tenía ochenta años, fue un kan influyente entre los kazajos. Poco se sabe de su vida. Chygai khan continuó la dirección de la política exterior del kanato kazajo, seguido por Haknazar khan. Utilizó racionalmente los conflictos entre los herederos de Shaibani para fortalecer el estado kazajo.
En 1582, el kan de Bujará Abdullah, el kan kazajo Shygai y su hijo Tauekel sultán unieron sus fuerzas y organizaron la campaña de Ulytau contra el gobernante de Taskent Baba sultán. Baba Sultán fue derrotado y huyó a la estepa de Desht-Kipchak, las tropas uzbekas y kazajas persiguieron a Baba Sultán hasta Sarysu y Ulytau. Chygai Khan murió durante esa campaña. En su camino de regreso al Turquestán, Baba Sultan fue asesinado por el sultán Tauekel y llevado ante Abdullah. Satisfecho con la eliminación del enemigo, Abdullah Khan presentó a Risk a la provincia de Afrikent en la región de Samarcanda.

### Tauekel Khan (1582-1598)

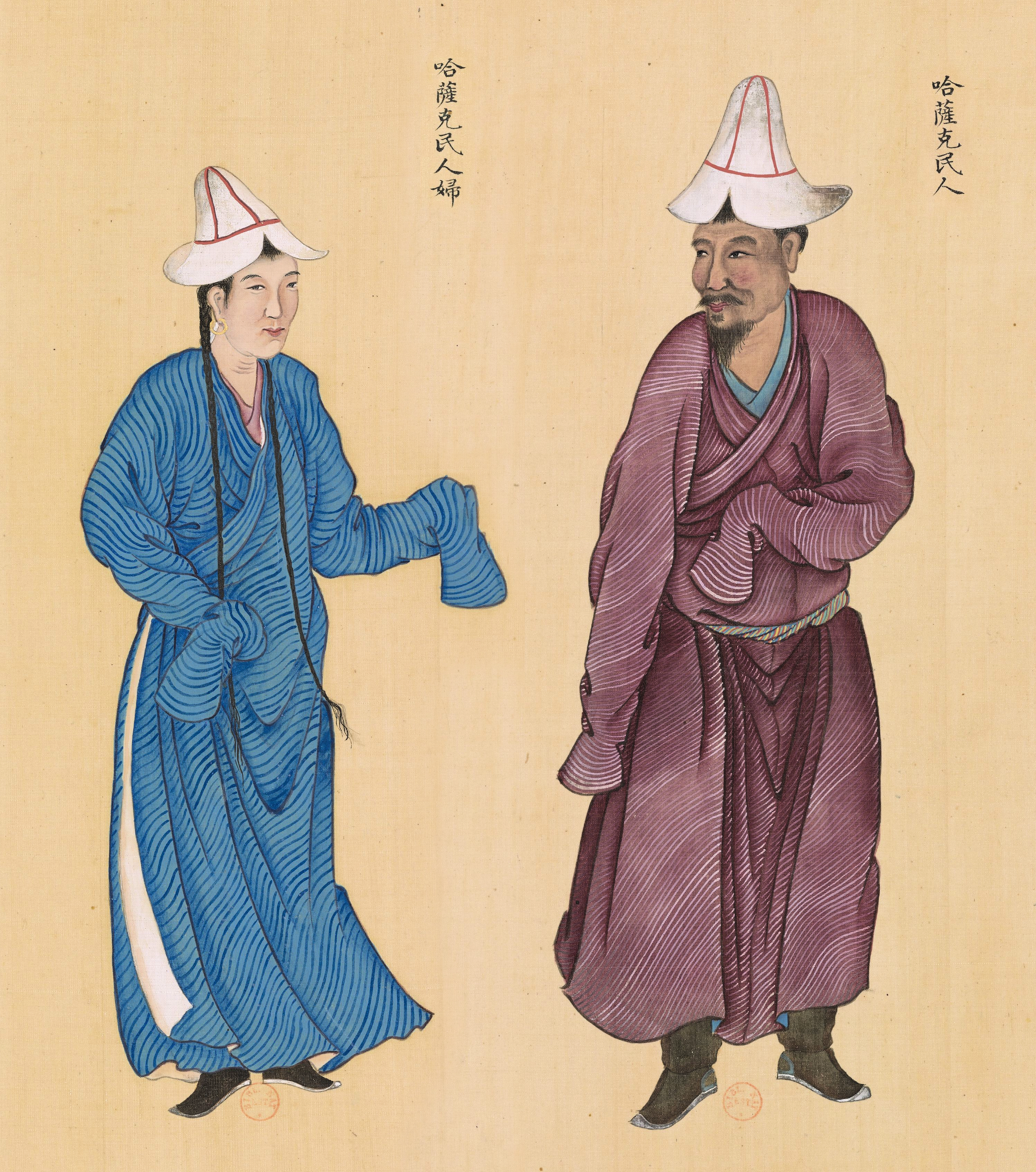
Plebeyo kazajo con su esposa. Huang Qing Zhigong Tu, 1769.

Tauekel Khan amplió el control del kanato kazajo sobre Taskent, Ferganá, Andijan y Samarkanda. En 1598, las fuerzas kazajas se acercaron a Bujará y la sitiaron durante 12 días, pero después el líder bujaraní Pir-Muhammad y los refuerzos bajo el mando de su hermano Baki-Muhammad hicieron retroceder a los kazajos. En esa batalla, Tauekel Khan fue herido y murió durante la retirada de vuelta a Taskent.

### Esim Khan (1598-1628)
Tras la muerte de Tauekel Khan llegó Esim Sultán, hijo de Sheehan Khan. Su reinado fue la época del siguiente (tercer) fortalecimiento del kanato kazajo después de Kasim Khan y Khak-Nazar Khan. Esim Khan trasladó la capital del kanato a Sygnak, en Turquestán, y reprimió las revueltas de los karakalpaks.
Siguió un período de 15 años de calma entre el Kanato kazajo y el Kanato de Bujará.
Esim Khan estableció la paz con el Janato de Bujará y le devolvió el control de Samarcanda. Sin embargo, Bujará seguía amargada por la pérdida de Taskent, lo que provocó nuevos conflictos. A partir de 1607, el Kanato de Bujará participó en varias batallas y finalmente obtuvo el control de Taskent.
Esim Khan unió al ejército kazajo y comenzó una campaña contra el Khan de Taskent Tursún Muhammad y Khan de Bujará. En 1627, derrotó al enemigo. Esim Khan abolió el Kanato de Taskent y la guerra terminó definitivamente.

### Salqam-Jangir Khan (1629-1680)

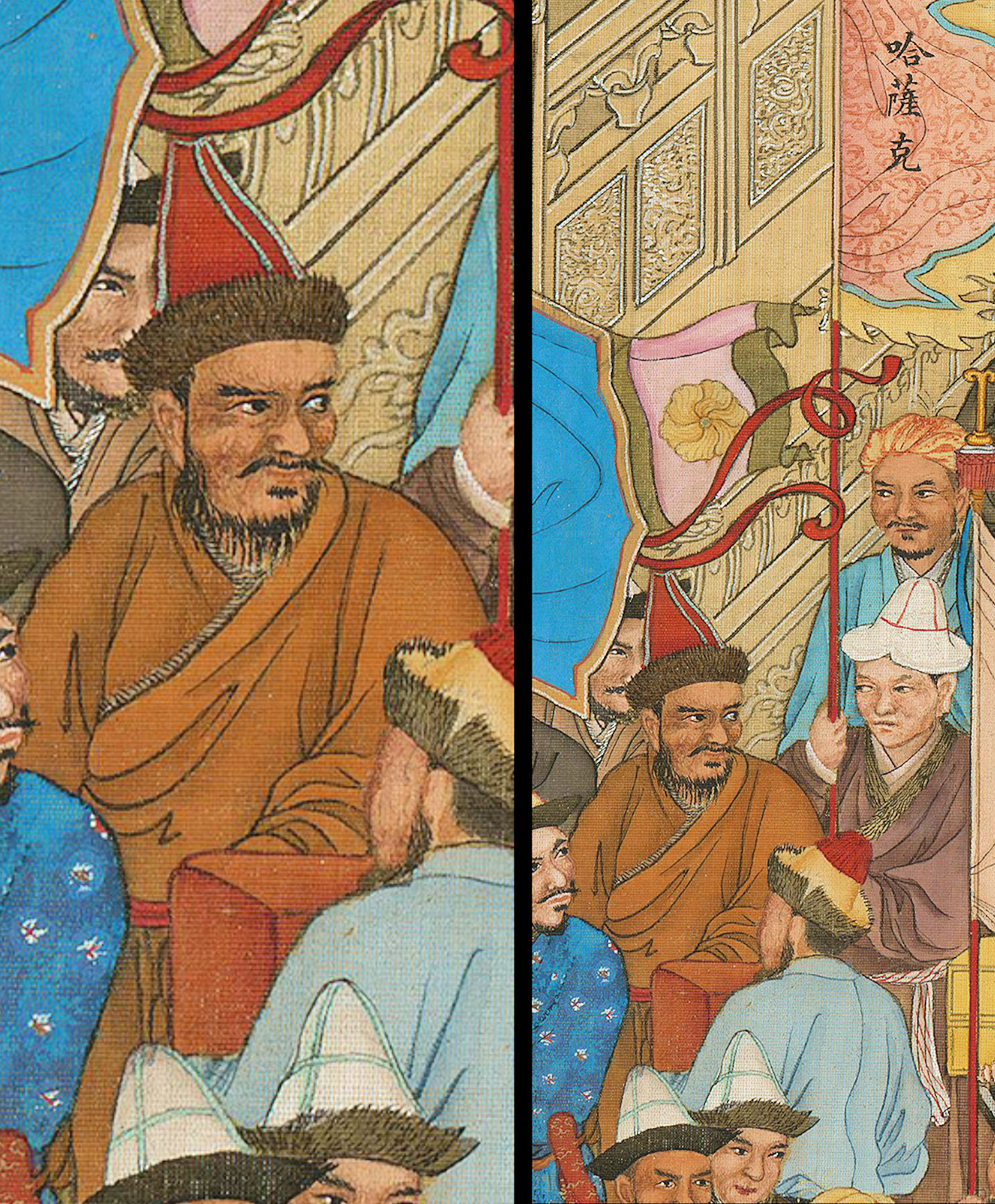
Delegados kazajos (bandera "哈萨克") en Pekín en 1761 (万国来朝图).

Durante el reinado de Salqam-Jangir Khan, apareció en el este un nuevo y poderoso rival de los kazajos, conocido como el Zunghar Khanate. Los Zunghar se habían convertido recientemente al Mahayana [y su Erdeni Batur creía que podría restablecer el imperio del siglo XIII de Genghis Khan. Sin embargo, mucho había cambiado desde los días del Imperio mongol. Las élites khan kazajas se habían convertido por completo al Islam bajo la autoridad del emir Timur, que también restableció nuevos centros de poder como Samarcanda y Bujará, que habían influido mucho en la fundación del kanato kazajo.
En 1652, el líder dzunghar Erdeni Batur intentó eliminar el kanato kazajo y a sus habitantes; envió más de 50.000 guerreros zunghar contra el Kanato kazajo, que se negó a someterse a él. Las primeras etapas de las Guerras Kazajo-Dzungar tuvieron lugar en las Montañas Altái y las batallas posteriores se libraron en las vastas estepas. Incapaces de detener el avance de los zungaros, los guerreros gazi kazajos y las fuerzas de su líder, Salqam-Jangir Khan, fueron derrotados. En el año 1680, Salqam-Jangir Khan murió en batalla.

### Tauke Khan (1680-1718)
Tauke Khan fue elegido líder del Kanato kazajo inmediatamente después de la muerte de Salqam-Jangir Khan, y condujo a los maltrechos guerreros kazajos a través de las estepas para resistir el avance de los zungaros. Los ya debilitados kazajos se enfrentaron de nuevo a la derrota en Sayram y pronto perdieron muchas ciudades importantes a manos de los zungaros.
Tauke Khan pronto buscó alianzas con el Kirghiz del sureste, que también se enfrentaba a una invasión zunga en su región del lago Issyk-Kul, e incluso con el Uigures de la cuenca del Tarim. En 1687, los zungaros sitiaron Hazrat-e Turkestan y se vieron obligados a retirarse tras la llegada de Subhan Quli Khan.
En 1697, Tsewang Rabtan se convirtió en el líder del Zunghar Khanate, y envió a varios de sus comandantes para subyugar a Tauke Khan y muchas guerras importantes entre los Zunghars y el Kanato kazajo continuaron en los años siguientes: 1709, 1711-1712, 1714 y 1718. En efecto, el Kanato kazajo había quedado debilitado por el enfrentamiento y casi un tercio de su población se había perdido por el conflicto subsiguiente. Con la muerte de Tauke Khan en 1718, el kanato kazajo se dividió en tres Jüz': el Gran jüz, el Medio jüz y el Pequeño jüz. A partir de entonces, cada Jüz tuvo su propio Khan.
Tauke Khan también es conocido por refinar el código de leyes kazajo y reeditarlo bajo el título "Жеті Жарғы" (transliterado, "Jeti Jarği"-"Siete Cartas").

### Abylai Khan (1771-1781)

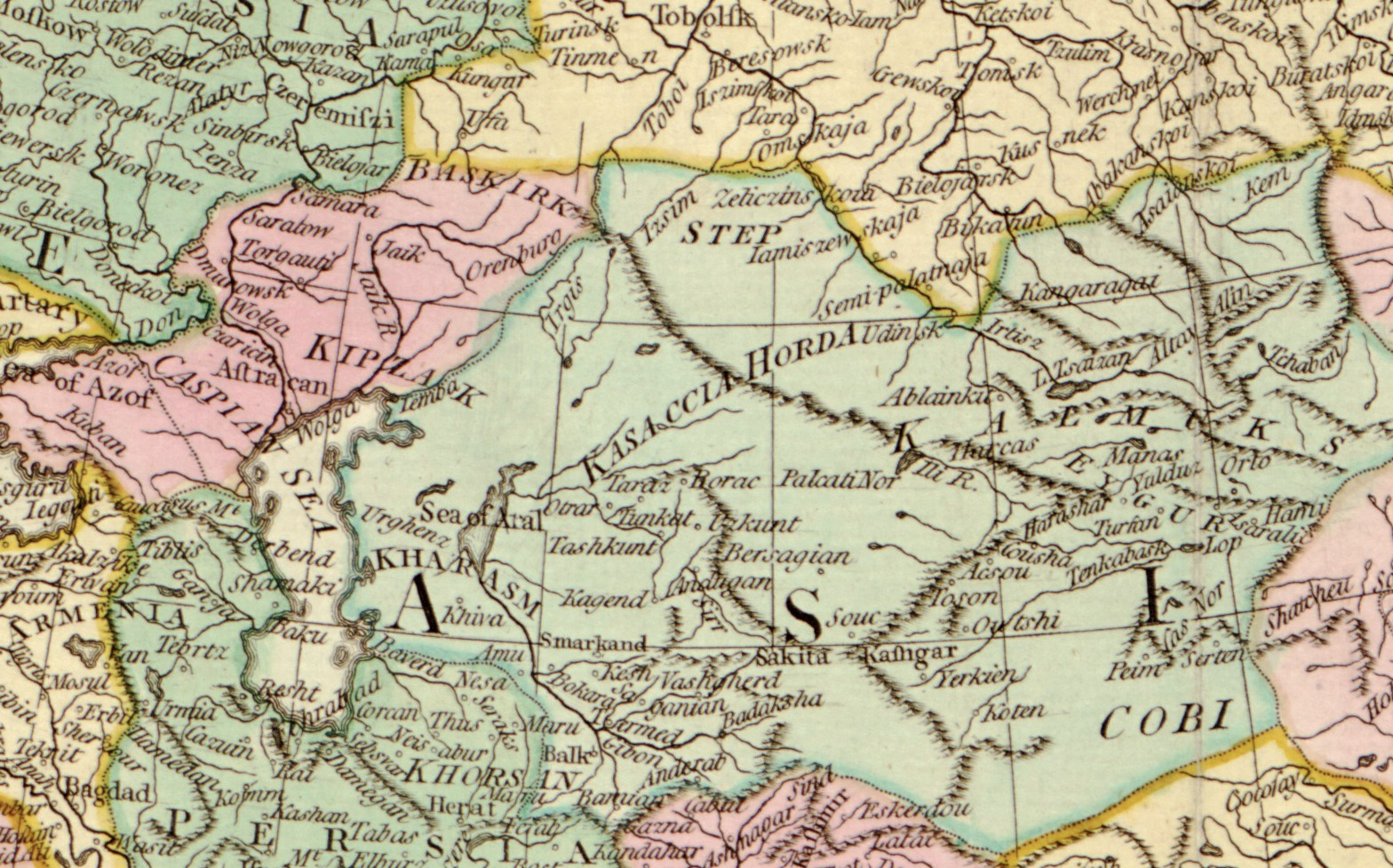
«Kasaccia Horda» (Kanato kazajo) en un mapamundi británico de 1780.

Ablai Khan fue un kan del jüz Medio u Horda que consiguió extender su control sobre los otros dos jüzes hasta incluir a todos los kazajos. Antes de convertirse en kan, Ablai participó en las Guerras kazajo-dzungaras y demostró su talento como organizador y comandante. Dirigió numerosas campañas contra el kanato de Kokand y contra los kirguises. En esta última campaña, sus tropas liberaron muchas ciudades del sur de Kazajistán e incluso capturaron Taskent. Durante su reinado real, Ablai Khan hizo todo lo posible por mantener Kazajistán lo más independiente posible del invasor Imperio ruso y de la dinastía Qing china. Empleó una política exterior multivectorial para proteger a las tribus de los agresores chinos y Dzungar. También protegió a los taishas dzungar Oirat Amursana y Dawachi de los ataques del Khan del Khanato de Dzungar, Lama Dorji, cuando el Khanato de Dzungar se fracturó tras la muerte de Galdan Tseren en 1745. Sin embargo, una vez que Amursana y Dawachi dejaron de ser aliados, Ablai Khan aprovechó la oportunidad para capturar rebaños y territorio de los dzungar.

### Kenesary Khan (1841-1847)
Kenesary Khan fue el último Khan kazajo que derrotó a Shergazi Muhammad Khan (khan del jüz menor) y a Gubaidullah Khan (khan del jüz mayor) para unir a los kazajos por última vez.  Tras su gobierno, se convirtió en líder del movimiento de liberación nacional que se resistió a la captura de tierras kazajas y a las políticas de segregación por parte del Imperio ruso. Era nieto de Ablai Khan y se le considera el último gobernante del kanato kazajo.
A mediados del siglo XIX, los kazajos cayeron bajo el control total del Imperio ruso y se les prohibió elegir a su propio líder o incluso tener representación en las estructuras legislativas del imperio. También se retiró a los representantes locales kazajos toda la recaudación fiscal y tributaria, que pasó a manos de los administradores rusos. Kenesary Khan luchó contra las fuerzas imperiales rusas hasta su muerte en 1847.
En 1841, en un Kurultai kazajo, Kenesary fue elegido Khan (líder supremo) por todos los representantes kazajos. La ceremonia de coronación siguió todas las tradiciones kazajas.
Como luchador por la libertad y popular como voz líder contra las políticas cada vez más agresivas y contundentes del Imperio ruso, Kenesary era implacable en sus acciones e impredecible como estratega militar. Sin embargo, en 1846, su movimiento de resistencia había perdido impulso, ya que algunos de sus ricos asociados habían desertado al Imperio ruso, tras haber sido sobornados y habérseles prometido grandes riquezas. Traicionado, Kenesary Khan desconfiaba cada vez más de los miembros restantes de la Resistencia, lo que posiblemente los alienó aún más. En 1847, el Khan de los kazajos encontró la muerte en tierras kirguises durante su asalto a las tribus kirguises del norte. Fue ejecutado por Ormon Khan, el khan kirguís que posteriormente fue recompensado por los rusos con una mayor propiedad y un papel administrativo oficial. La cabeza de Kenesary Khan fue cortada y enviada a los rusos.
En la última década, Kenesary Khan ha sido considerado cada vez más un héroe en la literatura y los medios de comunicación kazajos. Un monumento a Kenesary Khan se puede ver en la orilla del río Esil en la capital de Kazajistán, Astana.

### Desintegración del kanato y conquista rusa

Áreas aproximadas ocupadas por los tres Jüzes kazajos a principios del. El verde representa el Jüz menor, el naranja el Jüz medio y el rojo el Jüz mayor.

El declive gradual, la desintegración y la adhesión de los territorios kazajos al Imperio ruso comenzaron a mediados del siglo XVIII y finalizaron en la segunda parte del siglo XIX. A mediados del siglo XVIII, como resultado de los prolongados conflictos armados con el Dzungares y los Oirats, el Kanato kazajo había comenzado a declinar y a desintegrarse aún más en tres Jüzes, que anteriormente constituían el Kanato kazajo en forma de confederada.
A mediados del siglo XIX, algunas tribus del Jüz Medio comenzaron la guerra contra los ocupantes rusos. Sin embargo, el proceso fue largo y estuvo plagado de muchos conflictos armados y resistencias menores y mayores.
Las políticas/estrategias coloniales rusas trajeron fortalezas militares, muchos asentamientos y normas impuestas desde el exterior a las tierras kazajas. El Imperio ruso introdujo una serie de leyes que abolían el gobierno indígena local en forma de gobierno de los khan, instituían políticas segregacionistas de asentamiento, etc., lo que provocó numerosos levantamientos contra el dominio colonial. Importantes movimientos de resistencia fueron encabezados por líderes como Isatay Taymanuly (1836-1837), Makhambet Utemisuly (1836-1838) y Eset Kotibaruli (1847-1858).
Mientras tanto, el Jüz Mayor se alió con el Emirato de Bujará y el Janato de Kokand del sur, y comenzó a oponerse a la expansión del Imperio ruso.
El pleno dominio ruso sobre todas las tierras kazajas se estableció en la segunda mitad del siglo XIX, después de que el ejército imperial ruso tomara las ciudades meridionales de Aq-Meshit, Shymkent, Aulie-Atá y otras.